# کارلایل (ماساچوست)
کارلایل (به انگلیسی: Carlisle) شهرکی در شهرستان میدلسکس ایالت ماساچوست می‌باشد که در سال ۱۷۸۰ بنیان‌گذاری شده‌است. این شهرک در سرشماری سال ۲۰۱۰ میلادی، ۴٬۸۵۲ نفر جمعیت داشته‌است.

## نگارخانه

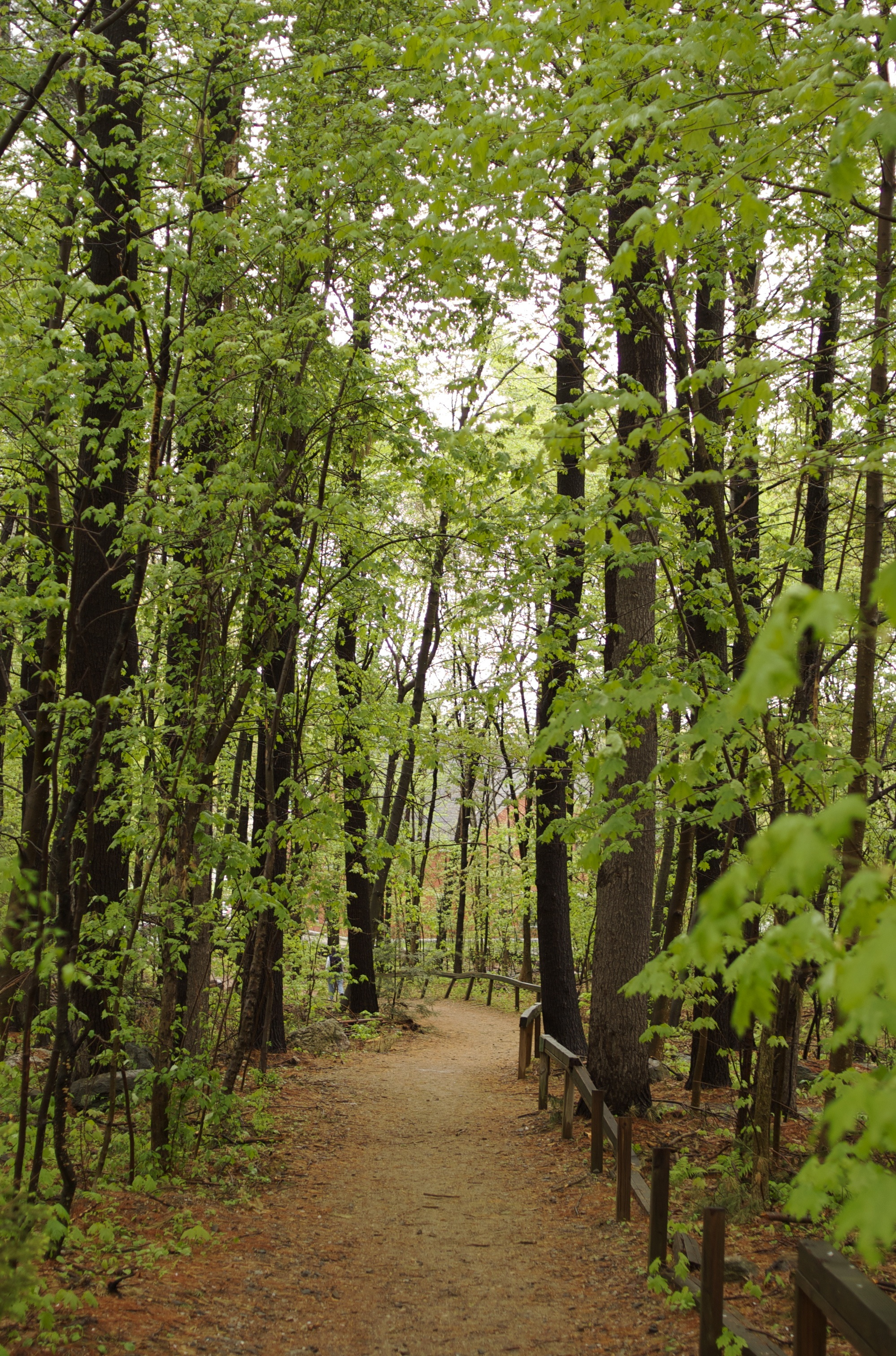
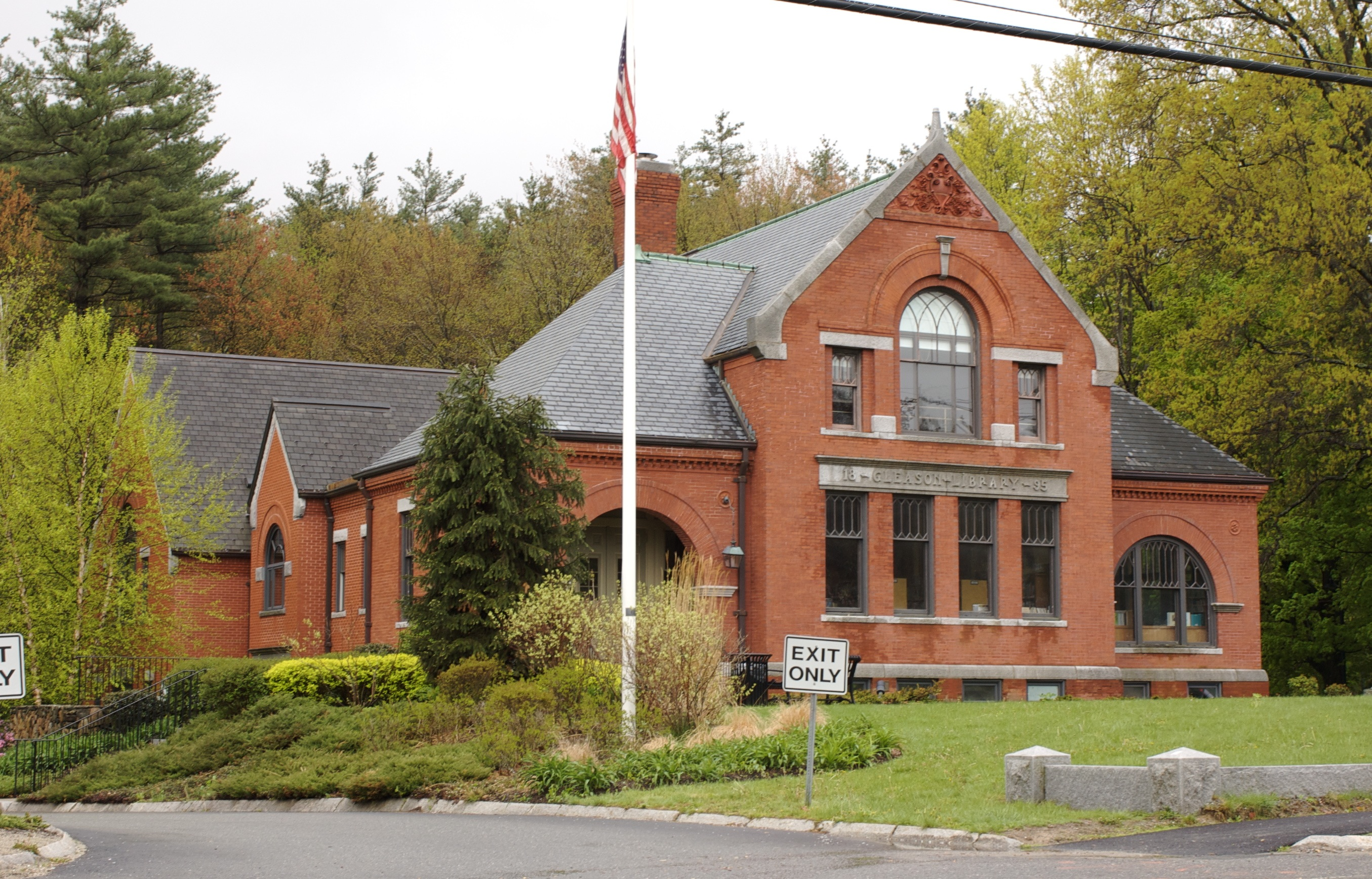
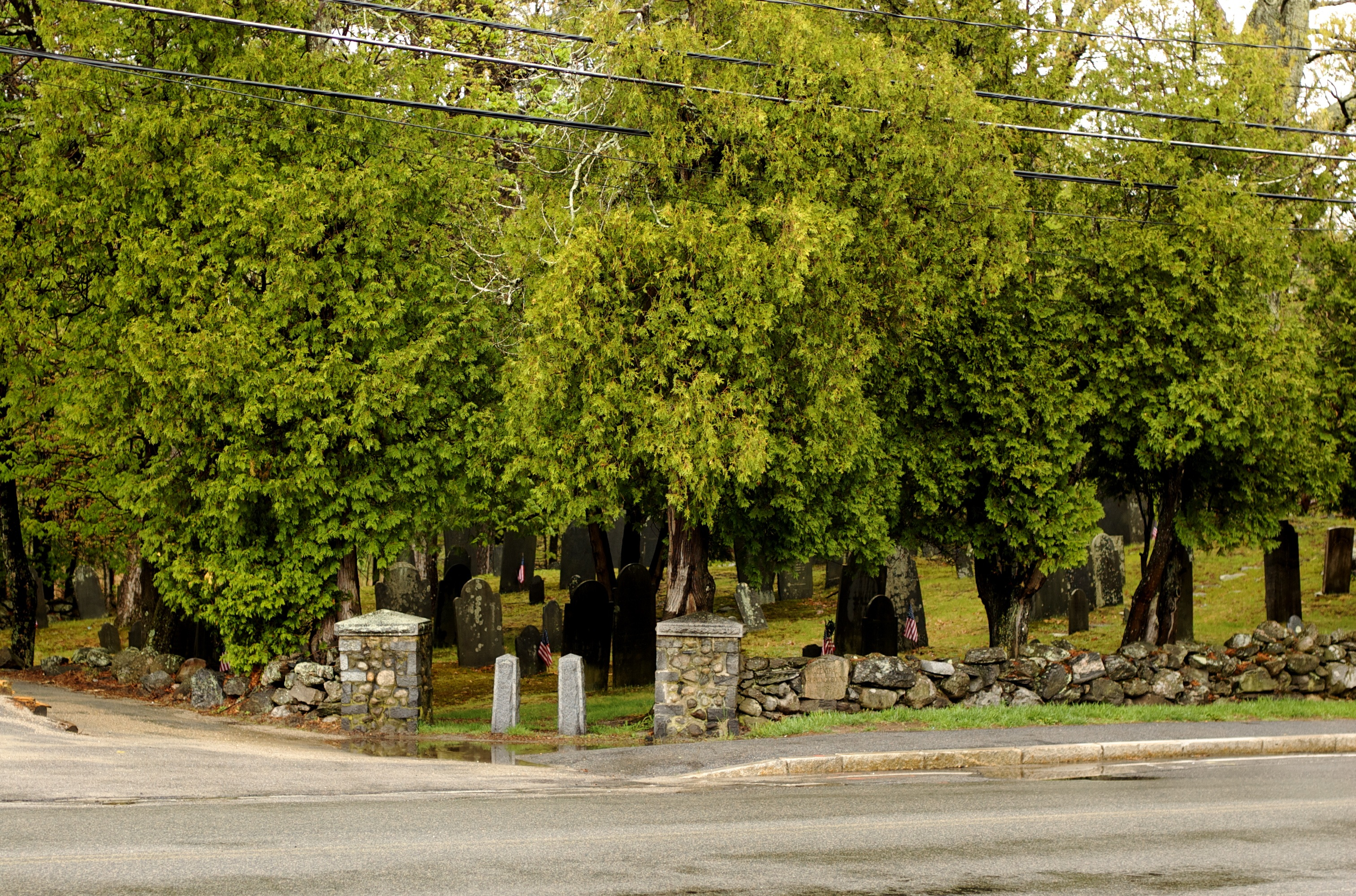
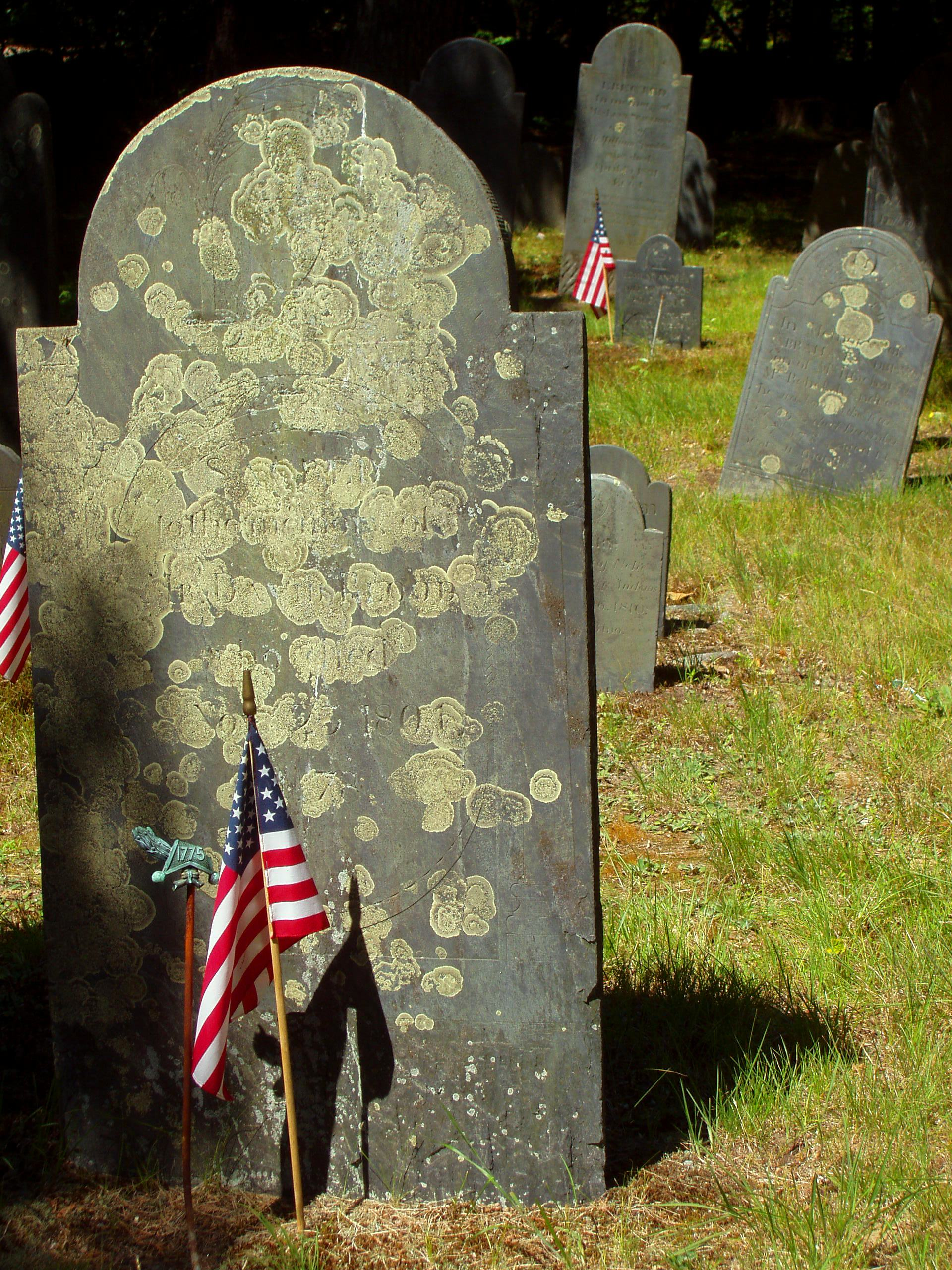